# Columnarios

8 Reales, Mexiko 1764

Columnarios (von lateinisch Columna ‚Säule‘) bezeichnet im spanischen Münzwesen einen Typ von Silbermünzen, nämlich 8-Reales-Stücke und deren Untereinheiten im Wert von 4, 2, 1 und ½ Real, die in den spanischen Besitzungen in Amerika im 18. Jahrhundert geprägt wurden. 
Der Bezeichnung rührt von den beiden auf der Wertseite abgebildeten Säulen des Herakles her, auf deren Spitze jeweils eine Krone gezeigt ist. Zwischen den Säulen befinden sich zwei Erdkugeln mit den Kartenbildern der westlichen und östlichen Hemisphäre, überspannt von der spanischen Krone. Die Beschriftung lautet VTRAQUE VNUM (Utraque unum – ‚beide in einem‘). Sie ist dem Epheserbrief des Apostels Paulus entlehnt und ist ein Ausdruck vom Einssein Spaniens mit seinen Kolonien. Die Bildseite ist mit dem spanischen Königswappen und der Aufschrift D G HISPAN ET IND REX (‚von Gottes Gnaden König von Spanien und Indien‘) versehen. Neben dem Hauptmünzort Mexiko wurde dieser Münztyp auch in Guatemala, Lima/Peru, Santiago/Chile und Potosí/Bolivien geprägt. Die spanische 8-Reales-Münze war vom Gewicht und Wert am Joachimstaler angelehnt und gilt als Spanish Dollar (‚spanischer Taler‘) als Vorläufer der US-Dollar-Münze und war bis ins 20. Jahrhundert die bevorzugte Handelsmünze im ostasiatischen Raum, dort oft als „mexikanischer Dollar“ oder „Piaster“ bezeichnet.